# XIV Festival olimpico invernale della gioventù europea
Il XIV Festival olimpico invernale della gioventù europea è stato la 14ª edizione della manifestazione multisportiva organizzata dai Comitati Olimpici Europei. Si è svolto a Sarajevo e Istočno Sarajevo, in Bosnia ed Erzegovina dal 10 al 15 febbraio 2019.

## Partecipanti

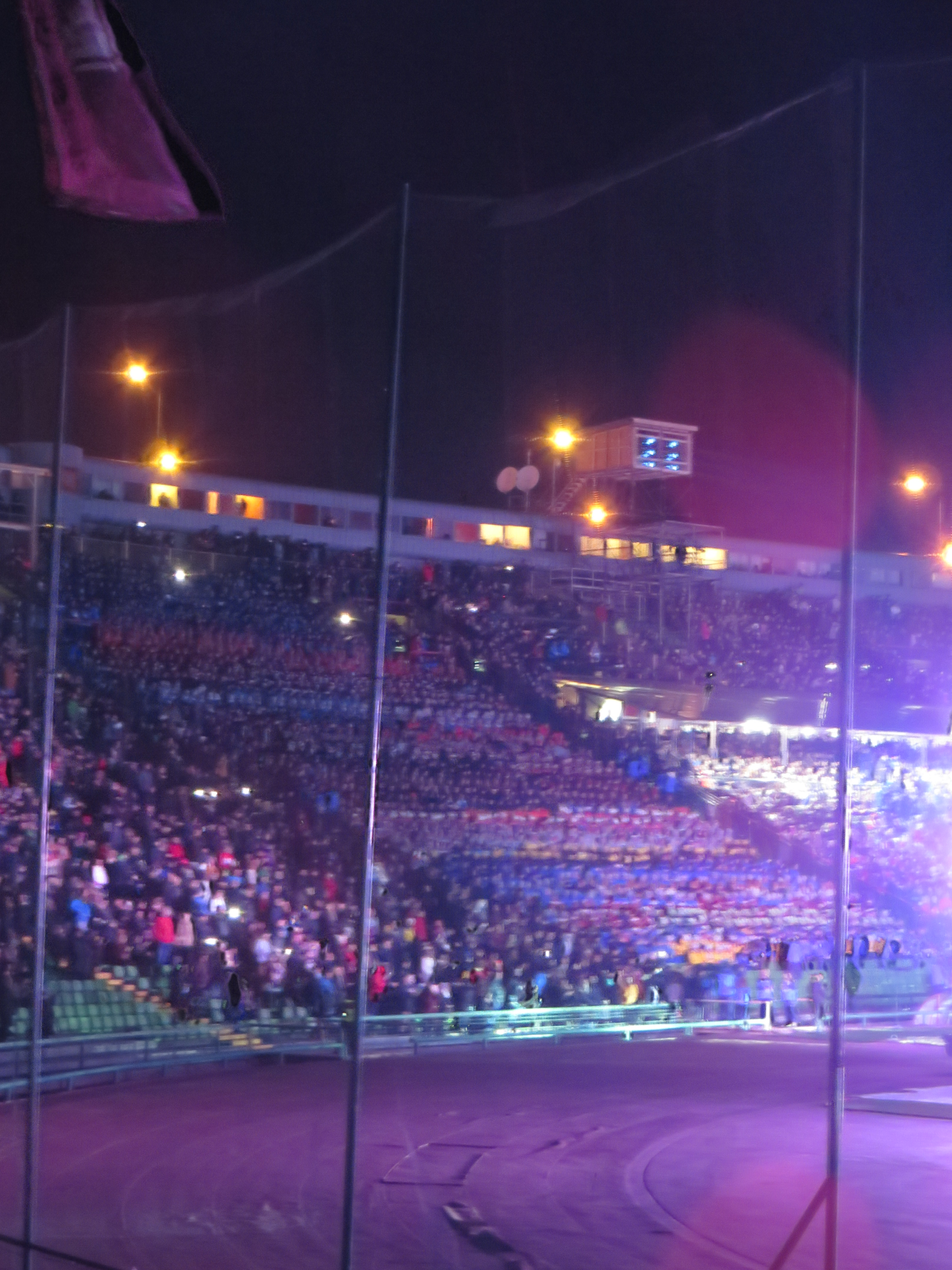
Atleti ed allenatori alla cerimonia d'apertura.

Hanno partecipato alla manifestazione 911 rappresentanti 46 distinte delegazioni dei Commitati olimpici nazionale.  Azerbaijan, Malta, Monaco non hanno preso parte alla manifestazione.
- Albania (1)
- Andorra (6)[4]
- Armenia (5)[5]
- Austria (34)[6]
- Bielorussia (46)[7]
- Belgio (16)[8]
- Bosnia ed Erzegovina (21)[9]
- Bulgaria (16)[10]
- Croazia (10)[11]
- Cipro (2)[12]
- Rep. Ceca (53)[13]
- Danimarca (19)
- Estonia (17)[14]
- Finlandia (48)[15]
- Francia (36)[16]
- Georgia (6)[17]
- Germania (38)[18]
- Gran Bretagna (27)[19]
- Grecia (11)[20]
- Ungheria (17)[21]
- Islanda (13)[22]
- Irlanda (2)[23]
- Italia (38)[24]
- Kosovo (2)[25]
- Lettonia (19)[26]
- Liechtenstein (5)[27]
- Lituania (12)[28]
- Lussemburgo (4)[29]
- Macedonia del Nord (2)[30]
- Moldavia (1)[31]
- Montenegro (2)[32]
- Paesi Bassi (6)[33]
- Norvegia (36)[34]
- Polonia (37)[35]
- Portogallo (1)[36]
- Romania (30)[37]
- Russia (61)[38]
- San Marino (3)[39]
- Serbia (3)[40]
- Slovacchia (45)[41]
- Slovenia (32)[42]
- Spagna (6)[43]
- Svezia (18)[44]
- Svizzera (58)[45]
- Turchia (35)[46]
- Ucraina (22)[47]

## Impianti di gara

### Sarajevo

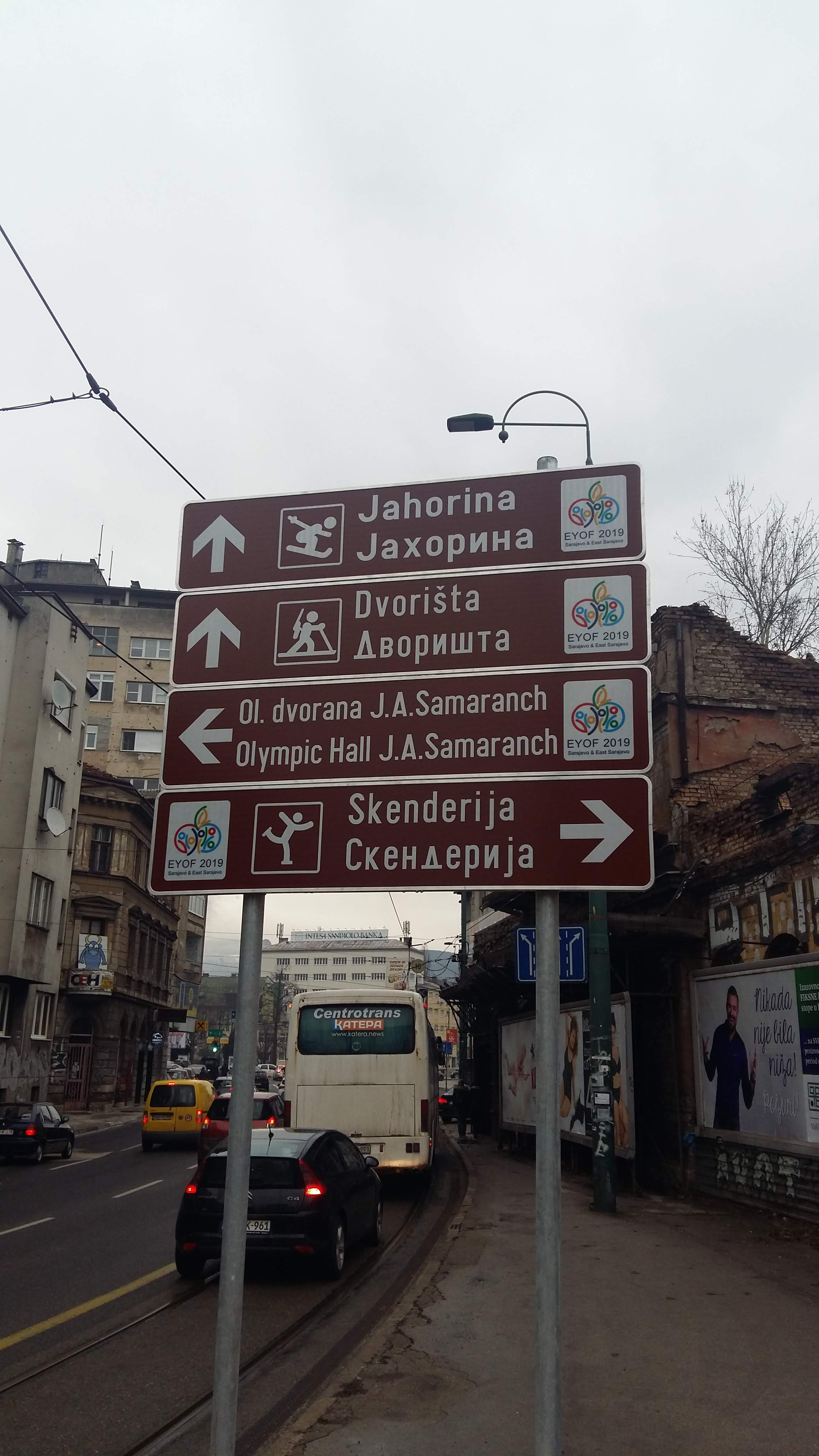
Strada di Sarajevo con i cartelli posti in occasione della manifestazione.

| Venue                                  | Sports                                                           |
| -------------------------------------- | ---------------------------------------------------------------- |
| Stadio Asim Ferhatović Hase            | Cerimonia d'apertura                                             |
| Centro olimpico Juan Antonio Samaranch | Hockey su ghiaccio                                               |
| Bjelašnica                             | Sci alpino (Squadra mista, parallelo, Slalom gigante), Snowboard |
| Igman                                  | Sci di fondo                                                     |
| Dvorana Mirza Delibašić                | Pattinaggio di figura                                            |

### Istočno Sarajevo
| Venue                                  | Sports                                       |
| -------------------------------------- | -------------------------------------------- |
| Centro sportivo Istočno Sarajevo       | Cerimonia di chiusura                        |
| Centro Olimpico Jahorina               | Sci alpino (Slalom gigante, Slalom speciale) |
| Centro dello sci nordico Dvorišta-Pale | Biathlon                                     |
| Slavija Ice Rink                       | Short track                                  |
| Sports hall Peki                       | Curling                                      |

## Discipline
Il programma prevedeva competizioni in 8 discipline:
| Disciplina            | Maschile | Femminile | Misti | Totali |
| --------------------- | -------- | --------- | ----- | ------ |
| Biathlon              | 2        | 2         | 1     | 5      |
| Curling               | 0        | 0         | 1     | 1      |
| Hockey su ghiaccio    | 1        | 0         | 0     | 1      |
| Pattinaggio di figura | 1        | 1         | 0     | 2      |
| Sci alpino            | 2        | 2         | 1     | 5      |
| Sci di fondo          | 3        | 3         | 1     | 7      |
| Short track           | 3        | 3         | 1     | 7      |
| Snowboard             | 2        | 2         |       | 4      |
| Totale (8 discipline) | 14       | 13        | 5     | 32     |

## Programma
| OC | Cerimonia d'apertura | 1 | Finali | CC | Cerimonia di chiusura | ● | Competizione |

| Febbraio                 | 10 Dom | 11 Lun | 12 Mar | 13 Mer | 14 Gio | 15 Ven | Eventi |
| ------------------------ | ------ | ------ | ------ | ------ | ------ | ------ | ------ |
| Ceremonie                | OC     |        |        |        |        | CC     |        |
| Sci alpino               |        | 1      | 1      | 1      | 1      | 1      | 5      |
| Biathlon                 |        |        | 2      | 2      |        | 1      | 5      |
| Sci di fondo             |        | 2      | 2      |        | 2      | 1      | 7      |
| Curling                  |        | ●      | ●      | ●      | ●      | 1      | 1      |
| Pattinaggio di figura    |        |        |        | ●      | 2      |        | 2      |
| Hockey su ghiaccio       |        | ●      | ●      | ●      | 1      |        | 1      |
| Short track              |        | 2      | 2      |        |        | 3      | 7      |
| Snowboard                |        | ●      | 2      |        | 2      |        | 4      |
| Totale eventi del giorno |        | 5      | 9      | 3      | 8      | 7      | 32     |
| Totale                   |        | 5      | 14     | 17     | 25     | 32     | 32     |
| Febbraio                 | 10 Dom | 11 Lun | 12 Mar | 13 Mer | 14 Gio | 15 Ven | Eventi |

## Medagliere
| Pos.   | Paese         | Oro | Argento | Bronzo | Totale |
| ------ | ------------- | --- | ------- | ------ | ------ |
| 1.     | Norvegia      | 6   | 1       | 5      | 12     |
| 2.     | Svizzera      | 5   | 5       | 2      | 12     |
| 3.     | Francia       | 4   | 3       | 4      | 11     |
| 4.     | Austria       | 3   | 1       | 2      | 6      |
| 5.     | Ungheria      | 3   | 0       | 3      | 6      |
| 6.     | Russia        | 2   | 7       | 3      | 12     |
| 7.     | Slovacchia    | 2   | 2       | 0      | 4      |
| 8.     | Polonia       | 2   | 1       | 2      | 5      |
| 9.     | Germania      | 2   | 1       | 1      | 4      |
| 10.    | Italia        | 1   | 3       | 1      | 5      |
| 11.    | Rep. Ceca     | 1   | 0       | 1      | 2      |
| 11.    | Gran Bretagna | 1   | 0       | 1      | 2      |
| 13.    | Slovenia      | 0   | 2       | 0      | 2      |
| 14.    | Bielorussia   | 0   | 1       | 2      | 3      |
| 14.    | Finlandia     | 0   | 1       | 2      | 3      |
| 16.    | Turchia       | 0   | 1       | 1      | 2      |
| 17.    | Belgio        | 0   | 1       | 0      | 1      |
| 17.    | Estonia       | 0   | 1       | 0      | 1      |
| 17.    | Lituania      | 0   | 1       | 0      | 1      |
| 20.    | Paesi Bassi   | 0   | 0       | 2      | 2      |
| 20.    | Ucraina       | 0   | 0       | 2      | 2      |
| Totale | Totale        | 32  | 32      | 34     | 98     |

## Mascotte

Pannello con il conto alla rovescia con la mascotte Groodvy in piazza di Sarajevo nel maggio 2018.

La mascotte ufficiale dei giochi è stata Groodvy.